# Уфимский государственный цирк
Уфимский государственный цирк (башк. Өфө дәүләт циркы) расположен в Уфе на проспекте Октября в Октябрьском районе города. В Уфе его называют просто «Госцирк».

## История цирка
Первое (временное) здание цирка появилось в 1906 году на Верхнеторговой площади (ныне Гостиный Двор). Вскоре на средства уфимского купца Д. Е. Кляузникова по адресу Успенская, д. 67 было построено первое капитальное здание цирка.
Современное здание цирка открылось в 1968 году. Оно было построено благодаря усилиям директора цирка Хамматова Халиля Хайрулловича, который неоднократно бывал в Москве на приеме у высокопоставленных лиц и добился разрешения на строительство капитального здания цирка вместо цирка шапито, который располагался в парке им. А.Матросова. В цирк-шапито по приглашению Хамматова Х. Х. приезжали с выступлениями такие знаменитые артисты, как Запашный, Карандаш, Олег Попов и другие. Новый цирк был построен по типовому проекту московского института «Гипротеатр» (архитекторы Саломея Максимовна Гельфер и Георгий Васильевич Напреенко, конструктор В. Корнилов). В последующие 7 лет открылись построенные по этому же проекту цирки в Самаре, Донецке, Перми, Кривом Роге, Новосибирске, Луганске, Воронеже, Харькове, Брянске). Проектная вместимость — 2047 зрителей. Цирк располагал большой ареной, высоким сводом для выполнения различных акробатических номеров. Имелись также гримёрные, бытовые комнаты для артистов и помещения для животных. Цирк располагал также общежитием «Арена». Директором цирка Халиль Хайруллович Хамматов работал до 1968 года и ушел на пенсию после его открытия.
Первое выступление в цирке состоялось 5 ноября 1968 года по программе Терезы Дуровой. В дальнейшем в цирке продолжили выступать такие известные клоуны как Карандаш, Юрий Никулин и Олег Попов, иллюзионист Игорь Кио, дрессировщики Т. В. Дурова, Вальтер и Мстислав Запашные, Николай Павленко.
В 1970 году по инициативе Башкирского обкома КПСС, при Уфимском госцирке открывается студия по подготовке профессиональной труппы «Башкирский национальный цирковой коллектив», премьерное выступление которой состоялось 7 сентября 1973 года спектаклем «Цвети, Башкирия» (сценаристы и режиссёры Н. П. Барзилович и И. И. Девяткин). Кроме выступлений в Уфимском цирке, труппа гастролировала по СССР и странам зарубежья с национальными программами «От сердца к сердцу» (1979), «Сабантуй на манеже» (1984), «Арена дружбы» (1989) и др. Коллектив распался в 1991 году.
В 1973—1991 годах Уфимский государственный цирк являлся членом творческо-производственного объединения «Союзгосцирк», а с 1991 года вошёл в состав компании «Росгосцирк». С 2008 года Уфимский государственный цирк является филиалом предприятия «Росгосцирк».
В 1993—1994 годах здание цирка было закрыто на ремонт. 12 июня 1994 года, незадолго до планировавшегося открытия, у здания обрушился козырек. Никто не пострадал, но открытие было отложено на время проведения расследования и восстановления козырька.

## Цирк сегодня
Цирк был любимым развлекательным центром для групповых посещений школьников, воспитанников детских домов Уфы, а в советские времена представления смотрели и солдаты уфимского гарнизона. Учреждение на 2014 год входило в первую пятёрку лучших цирков России. Здесь ежегодно проводились Президентская и Столичная ёлки Башкортостана, часто выступали эстрадные артисты Башкортостана и России, давали представления цирковые труппы из других городов и стран. Проводились также благотворительные выступления.
В 2017 году проведённые экспертизы показали, что в здании требуется ремонт кровли, зрительного зала и других мест. После этого прокуратура постановила закрыть учреждение, так как оно не отвечало требованиям безопасности. Денег на ремонт у цирка не было. В разные годы шли разговоры о реконструкции, но каждый раз она откладывалась. 
В 2024 году стало известно, что Росгосцирк (владелец уфимского цирка) получит 2 миллиарда рублей на реконструкцию учреждения. Деньги поступят в 2026 году.

## Артисты цирка
В цирке в разное время работали:
- Кинзикеев, Шамиль Калимуллович (род. 13 марта 1951 года, г. Уфа) — акробат, эквилибрист, артист Уфимского цирка. Народный артист РБ (1997).
- Касеев, Рустам Расыкович (14 апреля 1929 года — 29 октября 1997 года) — артист цирка. Народный артист РБ, РФ.